# Cassipourea barteri
Cassipourea barteri là một loài thực vật có hoa trong họ Rhizophoraceae. Loài này được (Hook.f.) N.E.Br. mô tả khoa học đầu tiên năm 1894.